# Teresa Lourenco
Teresa Lourenco (San Fernando, 25 de enero de 1981) es una modelo de Trinidad y Tobago.

## Carrera
Lourenco firmó un contrato con la agencia alemana Mega-Models tras mudarse a Hamburgo con su madre desde Trinidad y Tobago. En 1995, John Galliano la contrató para realizar una campaña publicitaria para Dior. Lourenco ha trabajado con el diseñador estadounidense Tommy Hilfiger, al igual que con Gap, Victoria's Secret, Valentino y Christian Dior. Ha sido portada de las revistas Vogue, Cosmopolitan, Elle y Harper's Bazaar. Adicionalmente ha aparecido en vídeos musicales de Lenny Kravitz y Babyface en las canciones "Again" y "There She Goes" respectivamente. En 2010 firmó un contrato con Expecting Models y trabajó con compañías como Loved and Lavish, Motherhood Maternity y Thyme Maternity.
Desde 2017 reside en Nueva York. Está casada con Marcus Antebi, fundador de la cadena de restaurantes estadounidense Juice Press.